# Gäddsjön (Skagershults socken, Närke)
Gäddsjön är en sjö i Laxå kommun i Närke och ingår i Norrströms huvudavrinningsområde. Sjön har en area på 0,0736 kvadratkilometer och ligger 126 meter över havet. Gäddsjön ligger i Rankemossen Natura 2000-område.

## Delavrinningsområde
Gäddsjön ingår i det delavrinningsområde (655228-142570) som SMHI kallar för Nedlagd mätstation. Medelhöjden är 121 meter över havet och ytan är 66,02 kvadratkilometer. Det finns inga avrinningsområden uppströms utan avrinningsområdet är högsta punkten. Spettå som avvattnar avrinningsområdet har biflödesordning 2, vilket innebär att vattnet flödar genom totalt 2 vattendrag innan det når havet efter 276 kilometer. Avrinningsområdet består mestadels av skog (76 procent) och sankmarker (16 procent). Avrinningsområdet har 2,19 kvadratkilometer vattenytor vilket ger det en sjöprocent på 3,3 procent.